# 第七龙神
《第七龙神》是imageepoch开发，世嘉发行于2009年3月在日本任天堂DS平台发行的电子角色扮演游戏。游戏后推出三部续作，形成第七龙神系列。

## 玩法
玩家在开始旅程时，可以从法师、公主、盗贼、骑士、武士、戰士或医治者几个职业中选择一个，创建自己的角色。游戏地图以俯视视角呈现， 角色可以自由移动。战斗画面以侧视视角呈现角色及需要攻击的敌人。

## 情节
《第七龙神》设定于80%由龙统治的世界伊甸，所以前提是简单的“杀掉龙，否则人类将会灭绝”。

## 开发
游戏由小玉理惠子制作，古代佑三作曲，Mota设计角色，山本章史设计怪物。项目总监是曾指挥初代超执刀和世界树迷宫系列的新纳一哉。

## 评价
日本杂志《Fami通》为游戏打出33/40分，四名评论的打分为9/8/8/8。游戏以首周8万份的销量成为当周第二畅销游戏。发行第二周又售出2.2万份。